# Mpepo
Mpepo ist ein Verwaltungsbezirk (Ward) des Distrikts Nyasa in der tansanischen Region Ruvuma.

## Geografie
Mpepo liegt im Südwesten von Tansania an der Grenze zu Mosambik. Der Bezirk grenzt im Norden an Tingi, im Osten an Liparamba und Mipotopoto, im Süden an Mosambik und im Westen an Chiwanda. Bei der Volkszählung 2022 lebten 13.575 Menschen in 3114 Haushalten auf einer Fläche von 280 Quadratkilometern.

## Gliederung
Der Bezirk besteht aus fünf Gemeinden (Mtaa) mit 28 Orten (Kitongoji):
| Mpepo - Lusewa - Lami - Masebe - Mihuma - Mpepo Mjini | Mtetema - Mtetema - Mkingino - Lambaki - Lunyele Asili - Magachi | Luhindo - Nakatete - Nchombo - Kikunga - Gulioni - Ngumbo - Naiwanga - Unduda - Mbelembe | Kihurunga - Kihurunga - Naiwanga - Magingo - Machimbo - Ngang'anda | Lunyele - Lunyele - Dar-pori - Songea-pori - Tanzania One - Luhangai |

## Wirtschaft und Infrastruktur
- Bildung: Die Mpepo Secondary School ist eine private weiterführende Tagesschule, die Jugendliche bis zur 4. Stufe ausbildet.[6]
- Gesundheit: Im Bezirk liegen zwei Apotheken, eine von der katholischen Kirche geführte in der Gemeinde Mpepo[7] und eine staatliche in Luhindo.[8]